# Mydaea canescens
Mydaea canescens är en tvåvingeart som beskrevs av Huckett 1965. Mydaea canescens ingår i släktet Mydaea och familjen husflugor.
Artens utbredningsområde är Alaska. Inga underarter finns listade i Catalogue of Life.